# 环境容量

## 定义
环境容量是环境自净能力的指标，也称为环境承载力，指得是自然环境可以通过大气、水流的扩散、氧化以及微生物的分解作用，将污染物化为无害物的能力。环境有多大的容量，即是可以容纳多少污染物而又可以不为环境造成永久性损害。环境容量的确定为环境评价提供必要的依据。
环境容量的汉字最早出现日本文献。例如日本环境省环境白皮书（平成13年版）。也被称为环境收容力。

## 容量概念的分类
根据环境介质，环境容量可以分为水环境容量和大气环境容量等。由于介质属性的不同，大气环境容量和水环境容量的概念存在很大差异。

## 大气环境容量
起源于环境容量概念的大气容量概念自提出以来就有多种表达和理解，至今仍未达成共识。 有人建议按理论内涵分为绝对大气容量、广义大气容量和狭义大气容量三类。

#### 绝对和广义大气容量
大气环境容量或大气容量的概念最早出现在日本。 20世纪70年代末菱田一雄提到大气容量概念存在浓度或污染物总量与污染物排放量两种表达: 一种是考虑生态循环即自然净化作用。另一种是考虑为维持混合稀释层的环境浓度在一定标准下的污染物质的排放量单位(比如：t/a)。 类似于菱田一雄的第一种概念，1989年任阵海等提出:“大气环境容量就是一个地区空间内容许的最大平均浓度( 如单位为 μg/m3)”。显然，规划空间所容纳的空气污染物总质量为所能接受的最大平均浓度对整个规划大气空间的积分，因此这一概念也等同于王华东等提出的“ 环境容量是指一个环境单元对污染物的允许容纳量( 如单位为t) ”。最大可接受浓度或空气污染物总质量是从人群和生态系统等接受客体角度对大气环境空间的直接要求，反映空气污染对应的环境影响ꎬ是特定空间的自然客观属性, 是各种大气容量概念的出发点, 可以称为绝对大气容量。 同时, 因人群及生态系统承受影响的能力具有空间变化且不是静态的，以浓度限值为指标的绝对大气容量具有空间和时间的变化特征。
1. 1 2  菱田一雄; 田德林. . 环境保护科学. 1979, 5 (4).
2. 1 2  任阵海; 陈复. . 北京: 中国环境科学研究院学术委员会. 1986: 4-11.
3. ↑  孟凡; 李时蓓. . 环境科学研究. 2021, 34 (7)  [2025-06-02]. doi:10.13198/j.issn.1001-6929.2021.04.09.
4. ↑  王华东. . 环境科学. 1979, 2: 74-77.